# Juan Velázquez Velázquez
Juan Velázquez Velázquez (+ 1528) fue un conquistador español natural de la villa de Cuéllar, en la provincia de Segovia (España).
Fue hijo de Hernán Velázquez y de Isabel Velázquez. Viajó a la isla de Cuba en 1526, y participó en la expedición de Pánfilo de Narváez a las tierras de Florida en 1528. Durante ella, cuando el grupo de trescientos hombres a pie y cuarenta a caballo se dirigía camino de Apalache, se encontraron con un gran río que tuvieron que cruzar, donde murió ahogado, tal y como narran las crónicas:

Uno de cavallo que se dezia Juan Velazquez natural de Cuellar por no esperar entro en el rio : y la corriente, como era rezia lo derribo del cavallo y se asio a las riendas, y ahogo assi y al cavallo : y aquellos indios de aquel señor que se llamava Dulchanchellin hallaron el cavallo, y nos dixeron donde hallariamos a el por el rio abaxo : y assi fueron por el, y su muerte nos dio mucha pena, porque hasta entonces ninguno nos avia faltado. El cavallo dio de cenar a muchos aquella noche.